# Sinagtala
Sinagtala este un film dramatic-muzical filipinez din 2025, scris și regizat de Mike E. Sandejas. Din distribuție fac parte: Glaiza de Castro, Rhian Ramos, Rayver Cruz, Arci Muñoz și Matt Lozano. A fost lansat în cinematografele filipineze pe 2 aprilie 2025.

## Rezumat
Odată o senzație în plină ascensiune a scenei muzicale locale, Sinagtala Band — O Simfonie a Sufletelor Frânte — nu a fost doar o trupă, ci un vis, o promisiune și o familie. În mijlocul haosului, muzica lor era o rază de speranță și coloana sonoră a propriei tinereți. Dar, odată cu trecerea anilor, realitatea le-a erodat încrederea și i-a aruncat în lupte separate, lăsând în urmă doar fragmente din ceea ce fuseseră odinioară. Și totuși, chiar destrămați, legătura dintre ei nu s-a frânt niciodată cu adevărat. Fiecare purta povara trecutului, iar regretele rostite țeseau fire invizibile ce îi împiedicau să meargă mai departe. În centrul tuturor acestor frânturi și amintiri stătea Paola, lidera care a continuat să cânte melodia lor, chiar și în fața morții.

## Distribuție
- Glaiza de Castro[5] ca Reggie
- Rhian Ramos[6] în rolul Paolei
- Rayver Cruz[7] în rolul lui iunie
- Arci Muñoz în rolul Carlei
- Matt Lozano[8] în rolul lui Isko
- Benjie Paras
- Ricky Davao

## Lansare
Filmul a fost lansat pe 2 aprilie 2025, sub egida Sinagtala Productions.